# Парламентские выборы в Кот-д’Ивуаре (1985)
Парламентские выборы в Кот-д’Ивуаре прошли 10 ноября 1985 года. Количество депутатов Национального собрания было увеличено со 147 до 175. Единственной легальной политической партией, участвовавшей в выборах, оставалась Демократическая партия Кот-д’Ивуара. Демократическая партия выставила 546 кандидатов. Явка составила 45,7%.

## Результаты
| Партия                              | Голоса    | %    | Мест | +/– |
| ----------------------------------- | --------- | ---- | ---- | --- |
| Демократическая партия              |           | 100  | 175  | +18 |
| Недействительных/пустых бюллетеней  |           | –    | –    | –   |
| Всего                               | 1 606 332 | 100  | 175  | +18 |
| Зарегистрированных избирателей/Явка |           | 45,7 | –    | –   |
| Источник: Nohlen et al.             |           |      |      |     |